# Lopeníček
Lopeníček je přírodní památka v katastrálním území obce Nová Bošáca v okrese Nové Mesto nad Váhom v Trenčínském kraji na Slovensku. Území bylo vyhlášeno v roce 2002 a jeho rozloha je 0,25 hektaru. Předmětem ochrany je lokalita s bohatým výskytem vstavače kukačky (Orchis morio).